# Maumee (rivière)
Pour les articles homonymes, voir Maumee.
La rivière Maumee, (shawnee : Hotaawathiipi ; miami-illinois : Taawaawa siipiiw), est une rivière des États-Unis longue de 209 kilomètres qui se jette dans le lac Érié à Toledo.

## Géographie

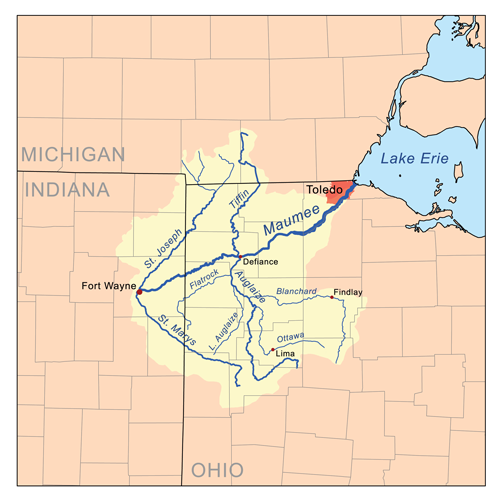
Bassin versant de la rivière Maumee.

Le cours d'eau prend son cours au confluent des rivières Saint-Joseph et Sainte-Marie. La rivière s'écoule dans les États de l'Ohio et de l'Indiana en se dirigeant vers l'est. Après un parcours de 209 kilomètres, la rivière se jette dans le lac Érié.

## Histoire
À l'époque de la Nouvelle-France, les explorateurs français et canadiens-français dénommèrent ce cours d'eau « Rivière Miami du Lac ». Les tribus amérindiennes des Miamis et des Outaouais vivaient dans la région de ce cours d'eau. Ce lieu fut ravagé par la guerre amérindienne du Nord-Ouest, une guerre qui opposa les États-Unis et une confédération de plusieurs nations amérindiennes pour le contrôle du Territoire du Nord-Ouest. Elle fait suite à plusieurs siècles de conflits sur ce territoire, entre les tribus amérindiennes tout d'abord, puis entre les puissances européennes : France, Grande-Bretagne et leurs colonies.

## Villes se situant sur la Maumee
- Toledo
- Napoleon
- Defiance
- Fort Wayne